# Домброва-Херубіни
Домброва-Херубіни (пол. Dąbrowa-Cherubiny) — село в Польщі, у гміні Чижев Високомазовецького повіту Підляського воєводства.
Населення — 112 осіб (2011).
У 1975-1998 роках село належало до Ломжинського воєводства.

## Демографія
Демографічна структура станом на 31 березня 2011 року:
|          | Загалом | Допрацездатний вік | Працездатний вік | Постпрацездатний вік |
| -------- | ------- | ------------------ | ---------------- | -------------------- |
| Чоловіки | 53      | 9                  | 40               | 4                    |
| Жінки    | 59      | 11                 | 37               | 11                   |
| Разом    | 112     | 20                 | 77               | 15                   |